# Idioma pukapukano
El pukapukano es un idioma de la familia de lenguas malayo-polinesias: se habla exclusivamente en la isla de Pukapuka, al noroeste de las Islas Cook (Nueva Zelanda).